# Scoriodyta dugdalei
Scoriodyta dugdalei är en fjärilsart som beskrevs av Peter Hättenschwiler 1989. Scoriodyta dugdalei ingår i släktet Scoriodyta och familjen säckspinnare. Inga underarter finns listade.